# Me-imi
『Me-imi』（ミイミ）は、日本のシンガーソングライターである岡村靖幸の6枚目のオリジナル・アルバム。
2004年9月1日にユニバーサル・シグマのDef Jam Japanレーベルからリリースされた。エピックレコードジャパンからの移籍第一弾として前作『禁じられた生きがい』（1995年）よりおよそ9年振りにリリースされた作品であり、全作詞および作曲、編曲、プロデュースをすべて岡村が担当している。
前作リリース以降の岡村は周囲の状況に左右されることなく制作作業を行っていたが、2003年に開催されたコンサートツアーにおいてファンからの熱狂を感じ取ったことが切っ掛けとなり、本作のリリースを具体的に検討することになった。2002年から2003年に掛けて電気グルーヴ所属の石野卓球とのコラボレーションを行ったことなどが影響し、本作はクラブ・ミュージックに傾倒した内容になっている。アルバムタイトルは「Me（自分）」と「imi（意味）」を組み合わせた岡村による造語であり、「自分が生きる意味、仕事をする意味を表したタイトル」になっている。
本作以前にリリースされたシングルの内、「セックス」（1999年）および「マシュマロ ハネムーン」（2001年）はベスト・アルバム『OH! ベスト』（2001年）において収録済みではあったが、本作ではメドレー形式で1曲にまとめられて収録されている。また、本作からの先行シングルとして日本テレビ系バラエティ番組『ダウンタウンDX』（1993年 - ）のエンディングテーマとして使用された「モン・シロ」およびフジテレビ系音楽番組『HEY!HEY!HEY! MUSIC CHAMP』（1994年 - 2012年）のエンディングテーマとして使用された「ミラクルジャンプ」がシングルカットされた他、収録曲である「ファミリーチャイム」が日本テレビ系バラエティ番組『浜ちゃんと!』（2003年 - 2008年）のエンディングテーマとして使用された。本作はオリコンアルバムチャートにおいて最高位第14位となった。
後に25枚目のシングル「はっきりもっと勇敢になって」（2007年）を含めたリフレッシュ盤『Me-imi 〜Premium Edition〜』（2007年）がリリースされている（後述）。また本作以降オリジナル・アルバムは長らくリリースされず、およそ11年半後に次作『幸福』（2016年）がリリースされることになった。

## 背景
5枚目のアルバム『禁じられた生きがい』（1995年）をリリース後、岡村靖幸は12月23日に同作からのリカットとして18枚目のシングル「Peach X'mas」をリリース。1996年に入り岡村は「真・禁じられた生きがい」と題したコンサートツアーを1月10日の広島厚生年金会館公演を皮切りに、2月13日の日本武道館公演まで9都市全13公演を実施した。5月2日には岡村が作詞・作曲およびプロデュースを行った川本真琴のデビュー・シングル「愛の才能」がリリースされる。その後「ピンク★ゲリラ'96」と題したクラブハウスライブツアーを6月11日および12日の赤坂BLITZ2日間連続公演を皮切りに、7月4日の日本武道館公演まで4都市全5公演を実施。12月1日には19枚目のシングル「ハレンチ」をリリースし、「ハレンチ」と題したコンサートツアーを12月12日の北海道厚生年金会館公演を皮切りに12月28日の大阪厚生年金会館公演まで5都市全6公演を実施。
1998年8月26日には岡村が作曲および編曲を行った西田彩栞のデビュー・シングル「どうなっちゃってるの どうだっていいんじゃない」がリリースされる。1999年5月12日には岡村が元詩人の血およびoh! penelopeに所属していた辻睦詞と歌詞を共作した東京スカパラダイスオーケストラの楽曲「情熱のイバラ」が、マキシシングル「火の玉ジャイヴ」のカップリング曲として収録される。6月14日には岡村の所属事務所であるリアルロックスによって「He'll soon back...」というタイトルの岡村靖幸公式ウェブサイトが開設され、6月30日にはホームページのタイトルが「Something will be arrived at the site on July 1999」に変更される。7月1日午前0時丁度にホームページ上で新曲となる「SEX」の一部と「バンビ」が配信され、同月には岡村の新曲として「マシュマロ・ウエディング」というタイトルの楽曲が完成したとの噂が流れた。8月14日には岡村の公式ウェブサイトにてインターネット特別番組『岡村靖幸 Summer Gift '99』が配信され、11月20日には20枚目のシングル「セックス」（1999年）がリリースされた。2000年4月19日には21枚目のシングル「真夜中のサイクリング」、6月21日には「セックス」のリミックスを収録したシングル「SexeS」がリリースされた。2001年3月28日にはリリースされると噂されていたオリジナル・アルバムの代替として、2作目となるベスト・アルバム『OH! ベスト』がリリースされた。
2002年9月2日には電気グルーヴ所属の石野卓球との新ユニット「岡村靖幸と石野卓球」のオフィシャルサイトが開設され、同年9月19日には同ユニットのデビュー曲であり、日本テレビ系トーク番組『松本紳助』（2000年 - 2006年）のエンディングテーマとして使用されたシングル「come baby」がリリースされた。しかし翌2003年1月に岡村が覚醒剤取締法違反のため逮捕されたことを受け、同ユニットとしてのシングル第2弾「New Wave Boy」および3月に予定されていたアルバムがリリース中止となった。リリース中止となっていたアルバムは後に「岡村と卓球」名義に変更された上で、12月17日にファースト・アルバム『The Album』としてリリースされた。同年に岡村は「フレッシュボーイ」と題したソロでのコンサートツアーを10月25日の横浜BLITZ公演を皮切りに2004年2月19日のなんばHatch公演まで5都市全10公演を実施した。同ツアーで訪れた大阪において、岡村はツアーDJを務めたajapaiのパーティにおいて人生初のDJプレイを体験することになった。2004年には芸能プロダクションである吉本興業の音楽事業部とマネジメント契約をした。

## 録音、制作
アルバム『禁じられた生きがい』以降の制作状況に関して、雑誌『Caz』2004年9月6日号において岡村は「状況に左右されることなく、定期的におもむくままに作っていた」と述べていた。しかし2003年のコンサートツアーなどでファンの熱狂を感じた岡村は改心し、3月からリリースに向けて具体的な行動を起こすこととなった。前作制作時とはレコード会社および所属事務所が変化していたが、周囲のスタッフがそれまでの岡村の仕事に関して詳細を知らない環境であったことがプラスに転じる結果となったと岡村は述べている。
シングル「セックス」においてアナログ盤をリリースしたことや、石野卓球とのコラボレーションなど以前からクラブ・ミュージックへ傾倒する傾向が表れており、テクノやクラブ向けのレコード店での岡村の目撃情報も多数指摘されていた。岡村は石野からの推薦によりアナログ盤を購入するようになり、親しくなったレコード店の店員から推奨する作品を提供してもらうようになっていたと述べている。芸術総合誌『ユリイカ7月臨時増刊号 総特集=岡村靖幸』においてライターのばるぼらは、3枚目のアルバム『靖幸』（1989年）制作時に岡村が様々なミュージシャンの名盤と呼ばれる作品に手を出していた時とは聴き方が変化していると断言し、「学習して音楽を作るタイプではなかったはずの岡村が、手掛かりを求めて、学習して作るようになっ（てしまっ）たということなのかは、次作を待つしかない」と述べている。

## 音楽性と歌詞
本作のタイトルである『Me-imi』とは「Me（自分）」と「imi（意味）」を組み合わせた「自分が生きる意味、仕事をする意味を表したタイトル」となっており、芸術総合誌『ユリイカ7月臨時増刊号 総特集=岡村靖幸』においてばるぼらは「これまでになく自分と向き合いながら制作したことの証しだろう」と述べている。またばるぼらは本作について前作とは趣向の異なるサウンドであると指摘、楽曲のスタイルはロックやバラード以外にもファンクやエレクトロクラッシュなどの楽曲が収録されていることから、クラブ・ミュージックへの接近が基調になっていると述べている。
歌詞に関しては一つのストーリーとして完結するような構成の楽曲は減少し、1行ずつあるいは1語ずつが断片的に組み合わされたかのような作風に変化しており、ばるぼらは「そのぶん解釈の幅は広がった印象がある」と述べている。2003年のコンサートツアーに帯同したスタッフが「岡村さんのボーカル・スタイルに少し変化があり、オンオフの差が大きくなったんです」と述べたことを受け、ばるぼらは歌唱法の変化は歌詞の変化と関係性があると主張し、岡村が愛聴する楽曲が変化したことが制作する音楽にも変化として表れているのではないかと推測している。また、ばるぼらは「軽蔑のイメージ」の「あれから伝説は達成しようがない」という歌詞に関して、25歳で名盤と言われる4枚目のアルバム『家庭教師』（1990年）を完成させた岡村のことを連想させると述べている。

## リリース、チャート成績、ツアー
本作は2004年9月1日にユニバーサル・シグマのDef Jam JapanレーベルからCDにてリリースされた。初回限定盤は「ミラクルジャンプ」のミュージック・ビデオを収録したDVDが付属されていた。5枚目のオリジナル・アルバム『禁じられた生きがい』（1995年）以降にリリースされたシングルの内、「セックス」と「マシュマロ ハネムーン」はメドレー形式で1曲にまとめられて収録、また日本テレビ系バラエティ番組『ダウンタウンDX』（1993年 - ）のエンディングテーマとして使用された「モン・シロ」およびフジテレビ系音楽番組『HEY!HEY!HEY! MUSIC CHAMP』（1994年 - 2012年）のエンディングテーマとして使用された「ミラクルジャンプ」がそれぞれ先行シングルとしてリリースされた他、アルバム収録曲である「ファミリーチャイム」が日本テレビ系バラエティ番組『浜ちゃんと!』（2003年 - 2008年）のエンディングテーマとして使用された。
本作のリリースに関して岡村は、総合週刊誌『SPA!』2004年8月31日号において「こんなに早く出していいのかなと思いながらやってましたから」と述べた他、「内容的にということじゃなく、このタイミングで出したくないということですよ。あと2か月ぐらいは待ってほしかったです」と述べるなど、自身の望むタイミングでのリリースではなかったことを告白している。本作はオリコンアルバムチャートにおいて最高位第14位の登場週数は7回となった。本作を受けたコンサートツアーは「Tour "Me-imi"」と題し、2004年9月8日のZepp Tokyo公演を皮切りに、同年10月15日の東京ベイNKホール公演まで8都市全10公演が実施された。同ツアーの模様を収録したライブ・ビデオ『Me-imi TOUR 2004』は2005年3月30日にDVDにてリリースされ、同日にはセルフ・リミックス・アルバム『ビジネス』もリリースされた。

## 批評
| 専門評論家によるレビュー | 専門評論家によるレビュー |
| レビュー・スコア         | レビュー・スコア         |
| 出典                     | 評価                     |
| ------------------------ | ------------------------ |
| CDジャーナル             | 否定的                   |
| TOWER RECORDS ONLINE     | 肯定的                   |

本作に対する評価として、音楽情報サイト『CDジャーナル』では初回限定盤のレビューとして本作が約9年振りにリリースされたアルバムであり「濃ゆ～い岡村ポップ・ワールドが堪能できる」と紹介したが、通常盤のレビューにおいては前作に関して「メロディ自体が消失しかけているような危惧」があったものの本作ではそれが解消されていると指摘、しかし「かつて感じた、突き上げてくるような衝撃が見つけられない。まだリハビリ中か?」と否定的に評価している。また音楽情報サイト『TOWER RECORDS ONLINE』において文筆家の安田謙一は、「モン-シロ」や「セックス」がシングルでリリースされた際には途中経過であるとの印象を抱いたものの、アルバム収録曲である「ファミリーチャイム」や「未完成」との繋がりがあることを「頼もしい」と表現、さらに「軽薄なイメージ」における図太さが新味であると指摘した上で「全編、ずっしりと身の詰まった食べ物のようにしっかり腹がふくれる。この濃度はハンパじゃない」と述べた他、「思いっきり〈閉じる〉ことで〈開かれる〉岡村音楽の集大成」であると肯定的に評価した。

## Me-imi 〜Premium Edition〜
『Me-imi Premium Edition』（ミイミ プレミアム・エディション）は、日本のシンガーソングライターである岡村靖幸の6枚目のオリジナル・アルバム『Me-imi』（2004年）の再リリース盤。
2007年10月24日にユニバーサル・シグマのDef Jam Japanレーベルからリリースされた。リミックス・アルバム『ビジネス』（2005年）よりおよそ2年7か月ぶりにリリースされたアルバムであり、25枚目のシングル「はっきりもっと勇敢になって」およびカップリング曲「嵐の気分 (着替えをもって全裸のままで)」を収録した『Me-imi』のリフレッシュ盤と岡村が過去に提供もしくはプロデュースを担当した楽曲を集めたワークス集で構成された2枚組CDとなっている。
ワークス集には川本真琴の「愛の才能」（1996年）やmegの「スキャンティブルース」（2002年）、コンピレーション・アルバム『Fine Time ～A Tribute to NEW WAVE』（2004年）に収録されたトーキングヘッズの楽曲「バーニング・ダウン・ザ・ハウス」（1983年）の岡村によるカバーの他にリミックスなどの多岐に亘る岡村の活動内容を網羅したものになっている。芸術総合誌『ユリイカ7月臨時増刊号 総特集=岡村靖幸』においてライターのばるぼらは『Me-imi』リリース時に配布されたサンプル盤に「嵐の気分」が歌詞未定のまま収録されていたことを挙げ、本作に正式な歌詞のバージョンが収録されていることから、本作が本来意図した『Me-imi』の完成形であると主張している。また、ばるぼらは本作について大瀧詠一がアルバム『EACH TIME』（1984年）の数年後にリリースした『Complete EACH TIME』（1986年）のような作品であるとも主張している。
本作を受けたコンサートツアーは「Tour”告白”」と題し、2007年10月25日の横浜BLITZ公演を皮切りに、2008年2月19日のなんばHatch公演まで6都市全10公演が実施された。しかしツアー中の2月5日に岡村は覚醒剤取締法違反によって3度目の逮捕となり、残り3公演を予定していたツアーは公演中止、ファンクラブも解散することがオフィシャルサイトにて発表された。

## 収録曲

### Me-imi
CDブックレットに記載されたクレジットを参照。
| #         | タイトル                            | 作詞・作曲 | 編曲      | 時間  |
| --------- | ----------------------------------- | ---------- | --------- | ----- |
| 1.        | 「5!! モンキー」                    | 岡村靖幸   | 岡村靖幸  | 5:00  |
| 2.        | 「モン-シロ」                       | 岡村靖幸   | 岡村靖幸  | 4:06  |
| 3.        | 「ア・チ・チ・チ」                  | 岡村靖幸   | 岡村靖幸  | 4:45  |
| 4.        | 「ファミリーチャイム」              | 岡村靖幸   | 岡村靖幸  | 5:22  |
| 5.        | 「ミラクルジャンプ」                | 岡村靖幸   | 岡村靖幸  | 4:53  |
| 6.        | 「未完成」                          | 岡村靖幸   | 岡村靖幸  | 3:33  |
| 7.        | 「軽蔑のイメージ」                  | 岡村靖幸   | 岡村靖幸  | 6:26  |
| 8.        | 「マシュマロ ハネムーン～セックス」 | 岡村靖幸   | 岡村靖幸  | 5:24  |
| 合計時間: | 合計時間:                           | 合計時間:  | 合計時間: | 39:29 |

### Me-imi 〜Premium Edition〜
CDブックレットに記載されたクレジットを参照。
| #         | タイトル                                  | 作詞・作曲 | 編曲      | 時間  |
| --------- | ----------------------------------------- | ---------- | --------- | ----- |
| 1.        | 「5!! モンキー」                          | 岡村靖幸   | 岡村靖幸  | 4:58  |
| 2.        | 「モン-シロ」                             | 岡村靖幸   | 岡村靖幸  | 4:04  |
| 3.        | 「ア・チ・チ・チ」                        | 岡村靖幸   | 岡村靖幸  | 4:43  |
| 4.        | 「ファミリーチャイム」                    | 岡村靖幸   | 岡村靖幸  | 5:20  |
| 5.        | 「ミラクルジャンプ」                      | 岡村靖幸   | 岡村靖幸  | 4:51  |
| 6.        | 「未完成」                                | 岡村靖幸   | 岡村靖幸  | 3:31  |
| 7.        | 「軽蔑のイメージ」                        | 岡村靖幸   | 岡村靖幸  | 6:24  |
| 8.        | 「マシュマロ ハネムーン～セックス」       | 岡村靖幸   | 岡村靖幸  | 5:21  |
| 9.        | 「はっきりもっと勇敢になって」            | 岡村靖幸   | 岡村靖幸  | 5:22  |
| 10.       | 「嵐の気分 (着替えをもって全裸のままで)」 | 岡村靖幸   | 岡村靖幸  | 5:07  |
| 合計時間: | 合計時間:                                 | 合計時間:  | 合計時間: | 49:41 |

| #         | タイトル                                                                     | 作詞                                  | 作曲               | 編曲                        | 時間  |
| --------- | ---------------------------------------------------------------------------- | ------------------------------------- | ------------------ | --------------------------- | ----- |
| 1.        | 「come baby (yasuyuki okamura remix)」(岡村と卓球)                           | 岡村靖幸、石野卓球                    | 岡村靖幸、石野卓球 |                             | 6:19  |
| 2.        | 「HAPPINESS -岡村靖幸remix-」(NORTHERN BRIGHT)                               | 新井仁                                | 新井仁             | 岡村靖幸                    | 4:57  |
| 3.        | 「LAZY CRAZY BLUES -YASUYUKI OKAMURA (Full Bass mix)」(SEENA & THE ROCKKETS) | 柴山俊之                              | 鮎川誠             | 岡村靖幸                    | 4:46  |
| 4.        | 「Burning Down The House」(岡村靖幸 (Originally by Talking Heads))           | トーキング・ヘッズ                    | トーキング・ヘッズ | 岡村靖幸                    | 3:39  |
| 5.        | 「SING LIKE A HUG -Remix Ver.-」(デーモン小暮)                               | デーモン小暮                          | 岡村靖幸           | 岡村靖幸                    | 4:51  |
| 6.        | 「スキャンティーブルース」(meg)                                              | meg                                   | 岡村靖幸           | 岡村靖幸、UBARTMAR.COM、meg | 4:50  |
| 7.        | 「HARD WORKER」(SOPHIA)                                                      | 松岡充                                | 都啓一             | 岡村靖幸                    | 5:32  |
| 8.        | 「SMELL」(櫻井敦司)                                                          | 櫻井敦司                              | 岡村靖幸           | 岡村靖幸                    | 5:18  |
| 9.        | 「スリルバカンス」(黒田倫弘)                                                 | 黒田倫弘                              | 岡村靖幸           | 岡村靖幸、石川鉄男          | 5:05  |
| 10.       | 「69/96 A SPACE ODYSSEY -PRELUDE (IN ATAMI)」(CORNELIUS)                     | ブライアン・バートンルイス、CORNELIUS | 小山田圭吾         | 岡村靖幸                    | 4:05  |
| 11.       | 「どうなっちゃってるの どうだっていいじゃない」(西田彩栞)                    | 西田彩栞                              | 岡村靖幸           | 岡村靖幸                    | 4:01  |
| 12.       | 「愛の才能」(川本真琴)                                                       | 川本真琴                              | 岡村靖幸           | 岡村靖幸                    | 5:18  |
| 合計時間: | 合計時間:                                                                    | 合計時間:                             | 合計時間:          | 合計時間:                   | 58:41 |

## スタッフ・クレジット

### Me-imi
CDブックレットに記載されたクレジットを参照。
| - 岡村靖幸 – プロデューサー、ミキシング・エンジニア、アート・ディレクション - 深澤秀行（オフィス・ウィズアウト） – レコーディング・エンジニア、ミキシング・エンジニア - 玉乃井光紀（スタジオファイン） – レコーディング・エンジニア、ミキシング・エンジニア - 前田康二（バーニー・グランドマン・マスタリング） – マスタリング・エンジニア - 高田広充（ユニバーサル・シグマ／Def Jam Japan） – A&R - 近藤雅信（ユニバーサル・シグマ／Def Jam Japan） – レーベル・ヘッド - 藤倉尚 – プロモーション・スタッフ - 大原浩 – プロモーション・スタッフ - 伊藤千恵 – プロモーション・スタッフ - 五條重子 – プロモーション・スタッフ - 光持美香 – プロモーション・スタッフ - 堤健司郎 – プロモーション・スタッフ - 藤川大介 – プロモーション・スタッフ - 松岡祐子 – プロモーション・スタッフ - 南蛮隆行 – プロモーション・スタッフ - 大井智博（ユニバーサル・シグマ） – プロモーション・スタッフ - 中川貴史 – プロモーション・スタッフ - 清水和成（吉本興業） – プロモーション・スタッフ - 菊池仁奈 – A&R秘書 - 加藤未英 – A&R秘書 - 松元浩一（吉本興業） – アソシエイト・プロデューサー - 安川章（吉本興業） – アソシエイト・プロデューサー - 大崎洋（吉本興業） – エグゼクティブ・プロデューサー - 寺林晁（ユニバーサルミュージック） – エグゼクティブ・プロデューサー - 小池一彦（ユニバーサル・シグマ） – エグゼクティブ・プロデューサー | - King Cay Lab. – デザイン - 宮本仁美（ユニバーサルミュージック） – アートワーク・コーディネーション - 小坂洋二 – スペシャル・サンクス - 小林和之 – スペシャル・サンクス - 大竹健 – スペシャル・サンクス - 金城義樹（パワープレイ） – スペシャル・サンクス - 阿久津真一 – スペシャル・サンクス - 河合崇充 – スペシャル・サンクス - 清水義則（吉本興業） – スペシャル・サンクス - 山中一郎 – スペシャル・サンクス - 小竹伸之介 – スペシャル・サンクス - 佐藤世衣（オフィス・ウィズアウト ） – スペシャル・サンクス - 林美佐子（ぴあ） – スペシャル・サンクス - 唐澤和也 – スペシャル・サンクス - 原田永幸 – スペシャル・サンクス - 谷村有美 – スペシャル・サンクス - 藤田淳平 – スペシャル・サンクス - 本田隆一 – スペシャル・サンクス - 大槻秀明（ハンズ） – スペシャル・サンクス - 堀岡慎（金羊社） – スペシャル・サンクス - 大阪プロレス – スペシャル・サンクス - エス・エス・エム – スペシャル・サンクス - アイ・ティ・エス – スペシャル・サンクス - ホテル陽光 – スペシャル・サンクス - 六本木プリンスホテル – スペシャル・サンクス |

### Me-imi 〜Premium Edition〜
CDブックレットに記載されたクレジットを参照。

#### DISC 1
- 岡村靖幸 – ミキシング・エンジニア
- 深澤秀行（オフィス・ウィズアウト） – レコーディング・エンジニア、ミキシング・エンジニア
- 玉乃井光紀（スタジオファイン） – レコーディング・エンジニア、ミキシング・エンジニア

#### DISC 2
| 1. 岡村と卓球「come baby (yasuyuki okamura remix)」 2. NORTHERN BRIGHT「HAPPINESS -岡村靖幸remix-」 - 川井崇満 – マニピュレーター - 中野雅之 – エンジニア 3. SEENA & THE ROCKKETS「LAZY CRAZY BLUES -YASUYUKI OKAMURA (Full Bass mix)」 - 岡村靖幸 – 全楽器 - 深澤秀行 – マニピュレーター - 玉乃井光紀（スタジオファイン） – レコーディング・エンジニア 4. 岡村靖幸「Burning Down The House」 - 池渕秀一 – レコーディング・エンジニア - 百々政幸 – マニピュレーター 5. デーモン小暮「SING LIKE A HUG -Remix Ver.-」 - 岡村靖幸 – 全楽器 - 清水達也 – マニピュレーター 6. meg「スキャンティーブルース」 - 杉本哲哉 – レコーディング・エンジニア | 1. SOPHIA「HARD WORKER」 - 深澤秀行 – プログラミング - 小野寺伯文（青葉台スタジオ） – レコーディング・エンジニア 2. 櫻井敦司「SMELL」 - 岡村靖幸 – 全楽器、ミキシング・エンジニア - 深澤秀行 – プログラミング、ミキシング・エンジニア - Koniyang（ビクタースタジオ） – レコーディング・エンジニア - 玉乃井光紀（スタジオファイン） – レコーディング・エンジニア 3. 黒田倫弘「スリルバカンス」 4. CORNELIUS「69/96 A SPACE ODYSSEY -PRELUDE (IN ATAMI)」 5. 西田彩栞「どうなっちゃってるの どうだっていいじゃない」 6. 川本真琴「愛の才能」 - 山木秀夫 – ドラムス - 有賀啓雄 – ベース - 岡村靖幸 – ギター - 剣持芳明（チェリーアイランドスタジオ） – レコーディング・エンジニア、ミキシング・エンジニア |

#### その他スタッフ
- 前田康二（バーニー・グランドマンマスタリング東京） – マスタリング・エンジニア
- 藤田武志（ユニバーサル・シグマ／Def Jam Japan） – A&R
- 中島信一（ユニバーサル・シグマ） – プロダクト・マネージャー
- 大原浩（ユニバーサル・シグマ） – プロダクト・マネージメント部長
- 金箱利夫（ユニバーサル・シグマ） – メディア・プロモーション
- 藤川大介（ユニバーサル・シグマ） – メディア・プロモーション
- 伊東千恵（ユニバーサル・シグマ） – メディア・プロモーション・チーフ
- 徳永弘（ユニバーサル・ミュージック） – セールス・プロモーション
- 桂川賢一（ユニバーサル・ミュージック） – セールス・プロモーション
- 宮本仁美（ユニバーサル・ミュージック） – アートワーク・コーディネーション
- 關根清隆 (NO TITLE) – アーティスト・マネージメント
- 長岡毅 (NO TITLE) – アーティスト・マネージメント

- 松元浩一（吉本興業） – アソシエイト・プロデューサー
- 近藤雅信（ユニバーサル・シグマ／Def Jam Japan） – A&Rプロデューサー
- 小池一彦（ユニバーサル・ミュージック） – エグゼクティブ・プロデューサー
- 藤倉尚（ユニバーサル・シグマ） – エグゼクティブ・プロデューサー

- 小坂洋二 – スペシャル・サンクス
- 小林和之 – スペシャル・サンクス
- 大竹健 – スペシャル・サンクス
- 金城義樹（パワープレイ） – スペシャル・サンクス
- 阿久津真一 – スペシャル・サンクス
- 清水義則（吉本興業） – スペシャル・サンクス
- 田中誠一 – スペシャル・サンクス
- 鹿野淳 – スペシャル・サンクス
- テリー植田 – スペシャル・サンクス
- 佐藤世依（オフィス・ウィズアウト） – スペシャル・サンクス
- 林美佐子（ぴあ） – スペシャル・サンクス
- 大槻秀明 (HANDS) – スペシャル・サンクス
- 中尾祥憲 (FACE DESIGN) – スペシャル・サンクス
- UNVEIL Cafe 中目黒 – スペシャル・サンクス
- あらし – スペシャル・サンクス

- 岡村靖幸 – アート・ディレクション
- はたひろた – 写真撮影
- 松田治美 (M-FLAGS) – ヘアー&メイク・アップ
- かねまつなつみ (MARCO) – スタイリスト
- いしのぶみ – カバー写真

## リリース日一覧
| No. | リリース日     | レーベル                            | 規格         | カタログ番号 | 最高順位 | 備考                                                  | 出典                |
| --- | -------------- | ----------------------------------- | ------------ | ------------ | -------- | ----------------------------------------------------- | ------------------- |
| 1   | 2004年9月1日   | ユニバーサル・シグマ／Def Jam Japan | CD+DVD       | UICJ-9006    | 14位     | 初回限定盤、「ミラクルジャンプ」のPVを収録したDVD付属 | [ 20 ] [ 1 ] [ 12 ] |
| 2   | 2004年9月1日   | ユニバーサル・シグマ／Def Jam Japan | CD           | UICJ-1023    | 14位     | 通常盤                                                | [ 19 ] [ 29 ]       |
| 3   | 2007年10月24日 | ユニバーサル・シグマ／Def Jam Japan | 2枚組CD      | UMCK-1240～1 | 76位     | 『Me-imi 〜Premium Edition〜』としてリリース          | [ 30 ] [ 31 ]       |
| 4   | 2013年3月13日  | ユニバーサルミュージックLLC         | AAC-LC       | -            | -        | 『Me-imi』のデジタル・ダウンロード版                  | [ 32 ]              |
| 5   | 2013年3月13日  | ユニバーサルミュージックLLC         | ロスレスFLAC | -            | -        | 『Me-imi』のデジタル・ダウンロード版                  | [ 33 ]              |